# 美波節子
美波 節子（みなみ せつこ）は、日本の女優。

## 出演作品

### 映画
- 不良少女 魔子（春美）
- 刑事物語 兄弟の掟（ルミ）
- ネオン警察 ジャックの刺青（早苗）
- 野良猫ロック セックス・ハンター（キー子）
- 残酷おんな私刑（えり）
- 昇り竜 鉄火肌（清子）
- 女番長 仁義破り（松井えり）
- 温泉あんま芸者（横谷の妻の娘）
- 網走番外地 悪への挑戦（ペコ）

### テレビドラマ
- 火曜日の女シリーズ / 喪服の訪問者（1971年、NTV）
- 新平四郎危機一発
- 荒野の素浪人
- 東京バイパス指令
- 刑事くん
- 特別機動捜査隊
- ウルトラマンA（アヤ）
- 金メダルへのターン